# Гоше, Николай
Николай Гоше (фр. Nicolas Gaucher, часто называемый немцами Гаухер, 1846—1911) — немецкий садовод-практик.

## Научная деятельность
Будучи французом по рождению, он в 25 лет переселился в Южную Германию и начал там пропагандировать, с большим успехом, французские приемы плодоводства, в особенности формовую культуру.
Был директором частной школы садоводства в Штутгарте и редактором журнала «Der praktische Obstbaumzüchter».
Автор сочинений «Die Veredelungen und ihre Anwendung für die verschiedenen Bäume und Sträucher» (1885), переведенного в 1887 г. на русский язык под названием «Руководство к прививанию древесных и кустарных растений», а также объемистого труда, изданного на русском языке под общей редакцией проф. А. Ф. Рудзкого: «Руководство к плодоводству для практиков»  (1900) с некоторыми изменениями и значительными «дополнениями относительно России», в составлении которых участвовало 24 русских плодовода.

## Сочинения
- «Die Veredelungen und ihre Anwendung für die verschiedenen Bäume und Sträucher» (1885) [5]
- «Praktischer Obstbau: Anleitung zur erfolgreichen Baumpflege und Fruchtzucht für Berufsgärtner und Liebhaber» (1887)
- «Pomologie des praktischen Obstbaumzüchters» (1894)[6]